# Huerta
Pour les articles homonymes, voir Huerta (homonymie).

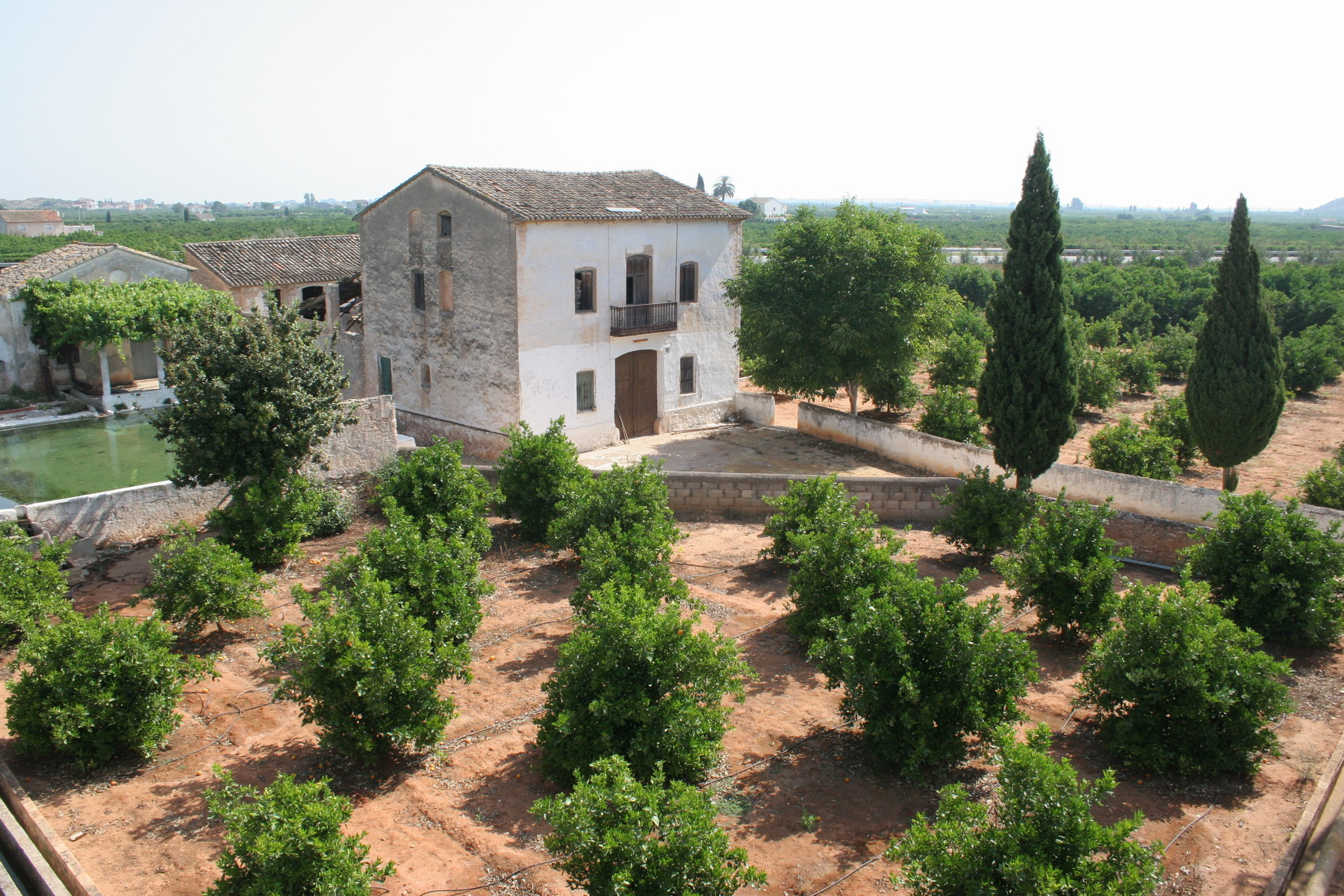
Huerta à Valence (Espagne)

Le terme de huerta désigne une agriculture de type jardinatoire qui caractérise d'ordinaire aussi bien les plaines irriguées du pourtour de la Méditerranée que les faubourgs de cités anciennes dotées de terroirs horticoles et maraichers et de systèmes productifs locaux (horticulture, fabrication de fruits confits et autres produits locaux).
Alliant douceur du climat méditerranéen et irrigation constante, la huerta offre un paysage de petites parcelles (huertos) dans lesquelles sont cultivées toutes sortes de cultures fragiles à haute valeur ajoutée (fruits, légumes, fleurs)[réf. nécessaire]. Elle peut être émaillée de serres[réf. souhaitée]. Les parcelles étant très productives, ce type d'organisation du sol est encore majoritairement lié à des exploitations de petite taille, voire à des structures familiales. La productivité des huertas repose sur l’irrigation, très réglementée étant donné les insuffisances en eau en certaines périodes des régions méditerranéennes.

## Histoire
Les huertas espagnoles sont les héritières des systèmes agricoles complexes (norias, canaux) que les musulmans d'al-Andalous mirent en place entre les VIIe et XIVe siècles. Après la Reconquista, elles continuèrent longtemps d'être mises en valeur par des communautés musulmanes, leur entretien demandant un savoir-faire complexe qui ne se transmit que progressivement aux Chrétiens.
Les produits légumiers ou fruitiers ne se conservant que très peu de temps, chaque ville était auparavant entourée d'une ceinture jardinière qui assurait sa consommation. La révolution des transports qui eut lieu aux XIXe et XXe siècles (chemin de fer, véhicules à essence) permit une transformation radicale de la géographie des cultures fragiles, puisque les régions les plus ensoleillées (en l’occurrence méditerranéennes) se sont depuis spécialisées dans ce type de culture, y faisant naître des paysages de huerta à grande échelle. Aujourd'hui, le bas de la vallée du Rhône, la côte méditerranéenne de l'Espagne et le Maghreb — les cultures glissant de plus en plus vers ces dernières zones à coût de production moindre — assurent la majorité de la consommation légumière et fruitière de la France.

## Principales huertas
C'est en Espagne, pays d'origine du terme et d'une grande partie du savoir-faire, que l'on trouve les huertas les plus emblématiques. Le plus bel ensemble est celui du Levant espagnol, autour de Valence - la huerta la plus connue, qui a donné son nom à la comarque (division administrative) qui entoure la ville (Horta de Valence) -, de Murcie, d'Alicante et de Motril. On peut aussi y rattacher le Parc agricole du Bas Llobregat, près de Barcelone.
En Italie, on en retrouve entre Naples et Rome.
En France, ce type de paysage agricole se retrouve dans les environs d'Agen (pruneaux), sur la côte d'Azur (basse vallée du Var notamment où la culture florale est importante), à proximité de Perpignan ou de Bordeaux (vente directe en Jalle maraîchère) et surtout au sein d'un triangle déterminé par Sète, Vienne et Marseille. Au sein de cet espace, c'est un paysage particulièrement caractéristique du Comtat Venaissin (région d'Avignon, Valence, Châteaurenard). Les huertas servant à cultiver des produits fragiles tels que les légumes, la majorité des grands marchés d'intérêts nationaux se trouvent à proximité (Nice, Marseille, Châteaurenard, Cavaillon, Avignon, Nîmes, Montpellier, Villeneuve-sur-Lot, Montauban, Agen…).
Les paysages de "huertas" ont, depuis l'Antiquité, caractérisé les pays méditerranéens du sud et du nord, en continuité avec une  tradition remontant à l'Antiquité, très ancienne de jardinages et de productions de fruits et légumes, de conserves et d'artisanat dont la vannerie, aux alentours des cités.